# 乔治·迈斯纳
乔治·迈斯纳（德語：Georg Meissner，1829年11月19日—1905年3月30日）是一位德国解剖学家和生理学家，与魯道夫·F·J·H·瓦格納共同发现了迈斯纳小体，他还发现了黏膜下神经丛，在蛋白质代谢上也有发现。